# Niklas Landin Jacobsen
Niklas Landin Jacobsen, danski rokometaš, * 19. december 1988.
Z dansko rokometno reprezentanco se je udeležil svetovnega prvenstva v rokometu leta 2011.